# Uruguay en los Juegos Olímpicos de Roma 1960
Uruguay estuvo representado en los Juegos Olímpicos de Roma 1960 por un total de 34 deportistas masculinos que compitieron en 8 deportes.
El equipo olímpico uruguayo no obtuvo ninguna medalla en estos Juegos.